# 小行星14309
小行星14309（14309 Defoy）是一颗绕太阳运转的小行星，为火星轨道穿越小行星。该小行星于1908年9月22日发现。

## 轨道参数
小行星14309的轨道半长轴为2.5984997 UA，离心率为0.452。